# Röllinghausen
Röllinghausen ist ein südöstlich gelegener Ortsteil der Stadt Alfeld (Leine) im Landkreis Hildesheim in Niedersachsen.

## Geografie
Der Ortsteil Röllinghausen liegt im Leinebergland an der Landesstraße 486, die ihn mit dem Stadtzentrum verbindet, parallel dazu fließt die Leine.

## Geschichte
Erste urkundliche Erwähnungen fand der Ort 1387 und 1413 im Lehensdokument des Bischofs Magnus. 1809 gab es hier 170 Einwohner.
Im Zuge der Gebiets- und Verwaltungsreform hat Röllinghausen am 1. März 1974 seine Selbständigkeit verloren und ist seitdem ein Ortsteil der Stadt Alfeld (Leine).

## Politik

### Ortsrat
Der Ortsrat von Röllinghausen setzt sich aus einer Ratsfrau und vier Ratsherren folgender Parteien zusammen:
- CDU: 3 Sitze
- SPD: 2 Sitze

(Stand: Kommunalwahl 11. September 2016)

### Ortsbürgermeister
Der Ortsbürgermeister von Röllinghausen ist Christian Voit (CDU). Seine Stellvertreterin ist Gabriele Schunder (SPD).

### Chronik Ortsbürgermeister
- (ab 2018) Christian Voit (CDU)
- (2016–2018) André Marhauer (CDU)
- (1981–2016) Heyko Klostermeyer (CDU)

### Wappen
Der Gemeinde wurde das Ortswappen am 3. August 1938 durch den Oberpräsidenten der Provinz Hannover verliehen. Der Landrat aus Alfeld überreichte es am 7. Februar 1939.
| Wappen von Röllinghausen | Blasonierung: „Auf Silber ein auf schräglinks verlaufendem, grünem Eichenzweig sitzender Eichelhäher in den natürlichen Farben.“ |
| Wappen von Röllinghausen | Wappenbegründung: Von alters her bezeichnet der Volksmund die Röllinghausener als „die Äxter“ (= Häher); die Veranlassung hierzu ist nicht mehr zu ergründen. Wie die Einwohner des Dorfes ihren „Terneidsnamen“ auffassen, beweist die Hereinnahme des Eichelhähers in das Dorfwappen. Der Gedanke kam aus der Dorfgemeinschaft und ist vom Bürgermeister im Einvernehmen mit den Gemeinderäten durch Beschlussfassung bestätigt. |

## Kultur und Sehenswürdigkeiten

### Bauwerke
- Die alte Kirche stand unten im Dorf, wo sich der Pfarrgarten befindet. Sie brannte am 4. Mai 1806 infolge eines Blitzschlages nieder. Die neue Kirche wurde ab 1807 nicht wieder an der ursprünglichen Stelle des abgebrannten Gotteshauses aufgebaut, sondern erhielt ihren neuen Platz inmitten des Dorfes, am Hopfenberg.[1] Das Patronat für die Kirche lag zeitweise bei den Grafen von Wrisberg.[7]
- Am Hopfenberg, gegenüber der Kirche, steht auch das alte Schäferhaus.

### Naturdenkmal
- Die alte Linde vor der Kirche ist die Friedenslinde aus dem Jahr 1875, sie wurde mit einem Steingehäuse umgeben.